# Воронов, Александр Александрович (математик)
Александр Александрович Воронов (родился 25 ноября 1962 года) — русско-американский математик, специализирующийся на алгебраической топологии, алгебраической геометрии и математической физике. В настоящее время является приглашенным старшим научным сотрудником Института физики и математики Вселенной им. Кавли и профессором математики в Университете Миннесоты.

## Биография
Воронов окончил Московскую школу № 57 в 1980 году. Он получил степень магистра математики в 1985 году и докторскую степень по математике в МГУ под руководством Юрия Ивановича Манина в 1988 году. Александр Воронов известен своими работами о суперизоморфизме Мамфорда, полубесконечных когомологиях, операдах в квантовой теории поля (см. операда швейцарского сыра), гипотезах Делиня и Концевича о когомологиях Хохшильда, когомологиях алгебры вершинных операторов и топологии струн. Он является членом Американского математического общества , стипендиатом столетия AMS , стипендиатом премии Саймонса  и научным сотрудником Японского общества содействия развитию науки (JSPS) в 2010 году.

## Избранные публикации
- Voronov, A. A. (1988). A formula for Mumford measure in superstring theory. рус. Functional Anal. Appl. (англ.). 22 (2): 139–140.
- Rosly, A. A. (1989). Geometry of superconformal manifolds. Comm. Math. Phys. (англ.). 119 (1): 129–152. doi:10.1007/BF01218264.
- Voronov, A. A. (1993). Semi-infinite homological algebra. Invent. Math. (англ.). 113 (1): 103–146. Bibcode:1993InMat.113..103V. doi:10.1007/BF01244304.
- Gerstenhaber, M. (1995). Homotopy G-algebras and moduli space operad. Int. Math. Res. Not. (англ.). 1995 (3): 141–153. doi:10.1155/S1073792895000110.{{cite journal}}:  Википедия:Обслуживание CS1 (не помеченный открытым DOI) (ссылка)
- Kimura, T. (1995). On operad structures of moduli spaces and string theory. Comm. Math. Phys. (англ.). 171 (1): 1–25. arXiv:hep-th/9307114. Bibcode:1995CMaPh.171....1K. doi:10.1007/BF02103769.
- Voronov, A. A. The Swiss-cheese operad // Homotopy invariant algebraic structures (Baltimore, MD, 1998). — Providence : AMS, 1999. — Vol. 239. — P. 365–373.
- Bakalov, B. (1999). Cohomology of conformal algebras. Comm. Math. Phys. (англ.). 200 (3): 561–598. arXiv:math/9803022. Bibcode:1999CMaPh.200..561B. doi:10.1007/s002200050541.
- Voronov, A. A. Homotopy Gerstenhaber algebras // Conférence Moshé Flato 1999, Vol. II (Dijon). — The Netherlands : Kluwer Academic Publishers, 2000. — Vol. 22. — P. 307–331.
- Voronov, A. A. Notes on universal algebra // Graphs and patterns in mathematics and theoretical physics. — Providence : AMS, 2005. — Vol. 73. — P. 81–103.
- Hu, P. (2006). On Kontsevich's Hochschild cohomology conjecture. Compositio Mathematica (англ.). 142 (1): 143–168. arXiv:math/0309369. doi:10.1112/S0010437X05001521.
- Cohen, R. L. String topology and cyclic homology / R. L. Cohen, K. Hess, A. A. Voronov. — Basel : Birkhäuser, 2006. — P. viii+163. — ISBN 9783764373887.[7]